# 博昌街道
博昌街道，是中华人民共和国山東省滨州市博兴县下辖的一个乡镇级行政单位。

## 行政区划
博昌街道下辖以下地区：
西谷王社区、东谷王社区、千乘社区、乐安社区、蒲姑社区、新城社区、皂户村、西八里村、伏邵村、伏郑村、东伏村、西伏村、伏路村、伏李村、伏田村、永合村、王木村、许营村、王楼村和伏栾村。